# Isosaari (ö i Finland, Kajanaland, Kajana, lat 64,40, long 28,47)
Isosaari är en ö i Finland. Den ligger i sjön Laahtanen och i kommunen Ristijärvi i den ekonomiska regionen  Kajana ekonomiska region  och landskapet Kajanaland, i den centrala delen av landet, 500 km norr om huvudstaden Helsingfors. Öns area är 1,5 hektar och dess största längd är 170 meter i nord-sydlig riktning.